# 1251

## Události
- 21. listopadu – Přemysl Otakar II. zvolen rakouským vévodou

## Narození
- Petr I. z Alenconu, syn francouzského krále Ludvíka IX. († 6. dubna 1283)
- Hódžó Tokimune, japonský samurajský velitel z rodu Hódžó († 1284)

## Úmrtí
Česko
- 16. února – Přibyslav z Křižanova, moravský velmož (* ?)

Svět
- 12. října – Jolanda Uherská, královna Aragonie, Mallorky a Valencie jako manželka Jakuba I. (* 1215)
- ? – Alice z Vergy, burgundská vévodkyně a regentka (* 1182)
- ? – Sakja Pandita, tibetský duchovní učitel a buddhistický učenec (* ? 1182)

## Hlava státu
- České království – Václav I.
- Svatá říše římská – Konrád IV. – Vilém II. Holandský
- Papež – Inocenc IV.
- Anglické království – Jindřich III. Plantagenet
- Francouzské království – Ludvík IX.
- Polské knížectví – Boleslav V. Stydlivý
- Uherské království – Béla IV.
- Portugalské království – Alfons III.
- Latinské císařství – Balduin II.
- Nikájské císařství – Jan III. Dukas Vatatzés
- Kolínské arcibiskupství-kurfiřtství – Konrád z Hochstadenu
- Pasovské biskupství – Berthold z Pietengau
- Řezenské biskupství-knížectví – Albert I. z Pietengau
- Saské vévodství – Albrecht I.